# Torrvattnet (Björna socken, Ångermanland)
Torrvattnet är en sjö i Örnsköldsviks kommun i Ångermanland och ingår i Moälvens huvudavrinningsområde. Sjön har en area på 0,187 kvadratkilometer och ligger 246 meter över havet.

## Delavrinningsområde
Torrvattnet ingår i det delavrinningsområde (705441-162732) som SMHI kallar för Mynnar i Kvarnbäcken. Medelhöjden är 267 meter över havet och ytan är 2,81 kvadratkilometer. Det finns inga avrinningsområden uppströms utan avrinningsområdet är högsta punkten. Vattendraget som avvattnar avrinningsområdet har biflödesordning 4, vilket innebär att vattnet flödar genom totalt 4 vattendrag innan det når havet efter 53 kilometer. Avrinningsområdet består mestadels av skog (62 procent). Avrinningsområdet har 0,16 kvadratkilometer vattenytor vilket ger det en sjöprocent på 5,6 procent.